# Sargur

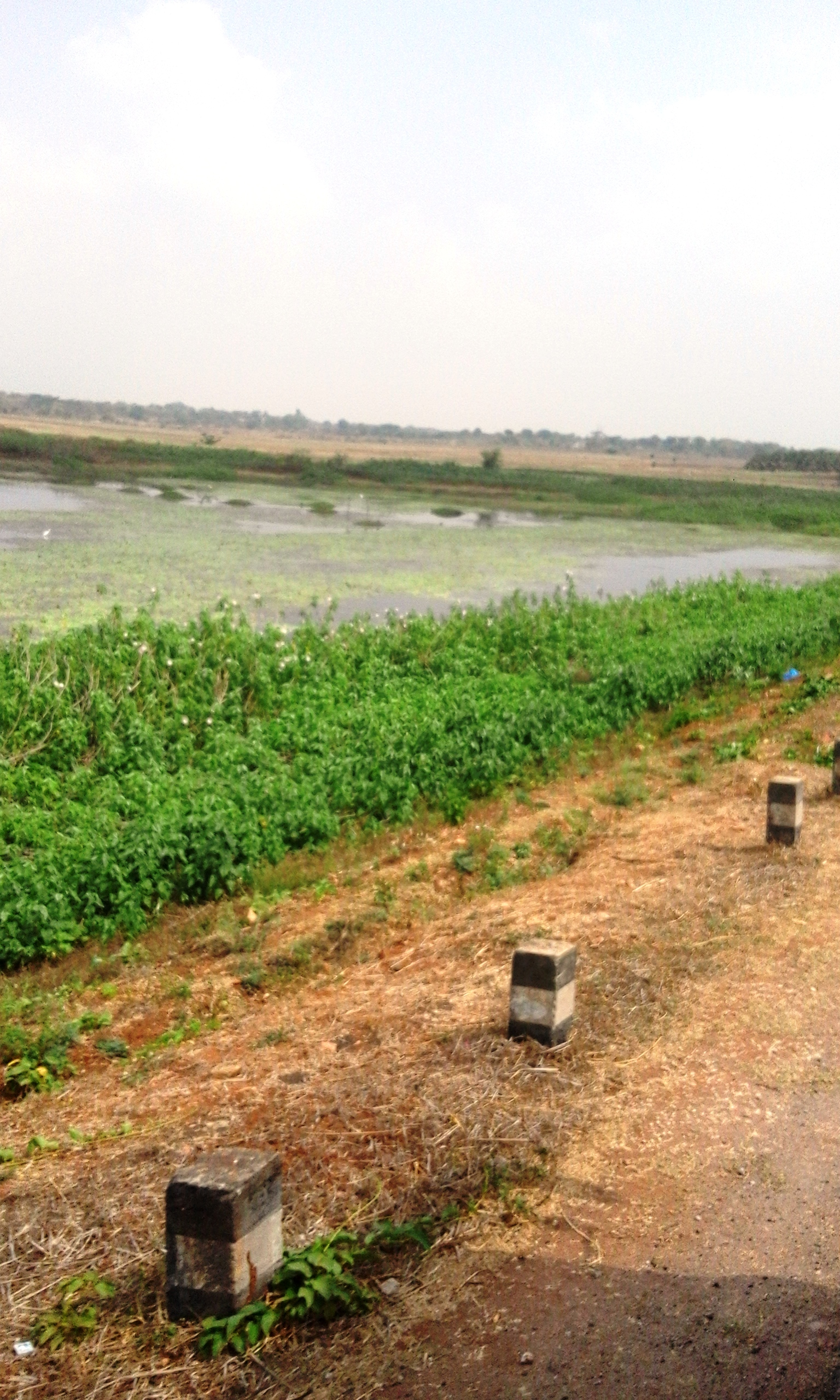
Saragur Road

Sargur (còn được viết là Saragur) là một thị trấn nhỏ thuộc huyện Mysore, bang Karnataka, Ấn Độ.